# The New Black
The New Black ist eine deutsche Hard-Rock-Band aus Würzburg. Die Band wurde im Jahre 2007 gegründet und steht bei AFM Records unter Vertrag. Die Diskografie der Gruppe umfasst vier Studioalben.

## Geschichte

### Gründung und erstes Album

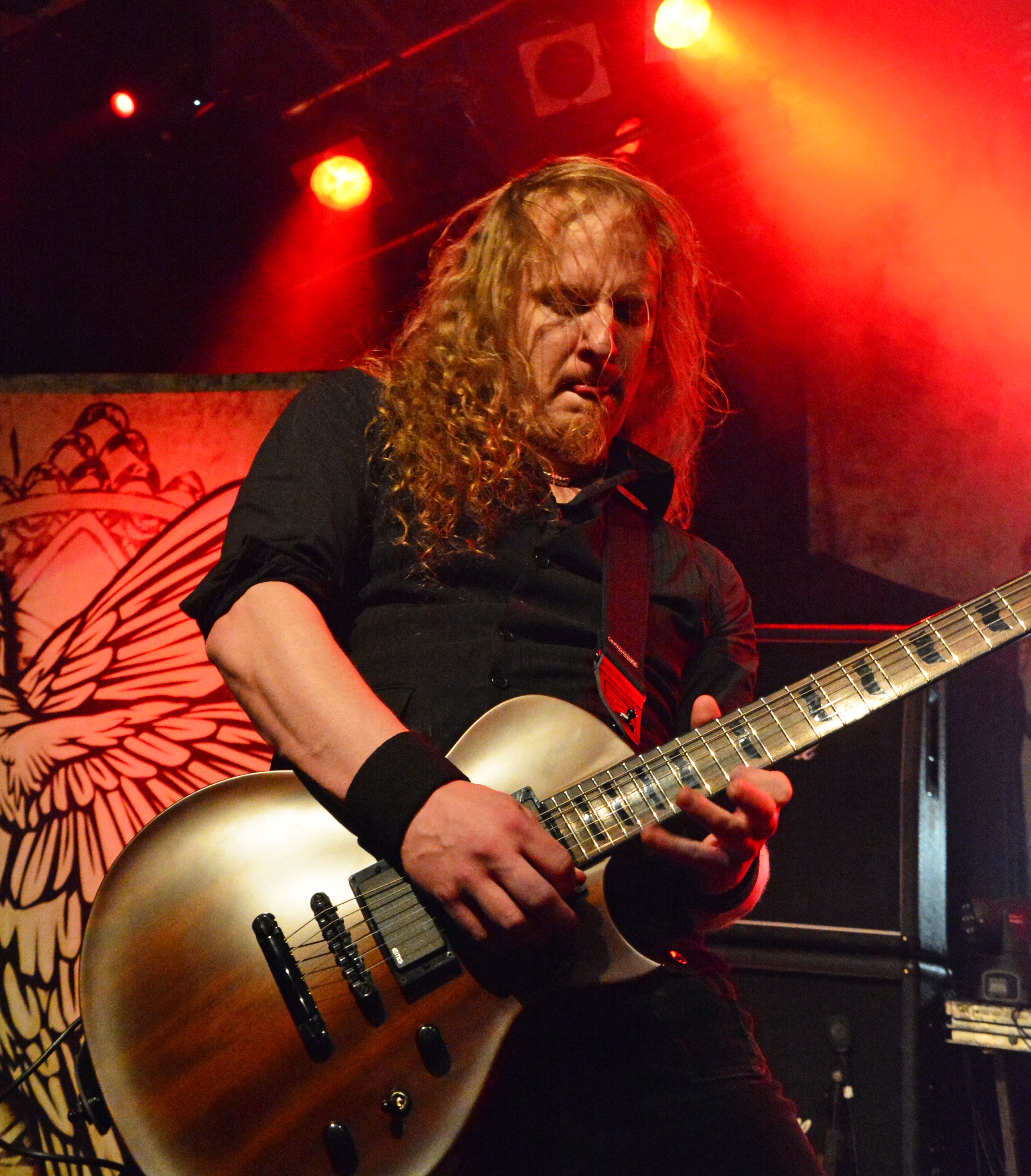
Gitarrist Christof Leim

Während des Earthshaker-Festivals 2006 lernten sich die Gitarristen Christof Leim und Fabian Schwarz (auch Gitarrist der Würzburger Death-Metal-Band Wild Zombie Blast Guide, WZBG) kennen. Beide waren vom Auftritt der Band Lordi gelangweilt und unterhielten sich über Riffs und Bands und beschlossen, zusammen eine Band zu gründen. Leim trug schon längere Zeit den Gedanken mit sich, eine Heavy-Rock-Band zu gründen mit den Riffs, die er für seine damalige Band The Traceelords nicht gebrauchen konnte. In der Folgezeit tauschten Leim und Schwarz diverse Songideen aus und nahmen erste Demos auf. Die Bandbesetzung wurde durch den Sänger Markus Hammer, den Bassisten Günther Auschrat und den Schlagzeuger Chris Weiss komplettiert.
Im Sommer 2008 veröffentlichte die Band ein Demo mit elf Liedern, welches von den Magazinen Metal Hammer, Rock Hard, Guitar und Rocks zum „Demo des Monats“ gewählt wurde. Das Demo brachte The New Black einen Vertrag mit AFM Records ein, die fertiggestellten Demoaufnahmen samt drei neuer Songs im Januar 2009 unter dem Titel The New Black als Studioalbum veröffentlichten. Für das Lied „Ballad of Broken Angels“, das The New Black für einen gleichnamigen, bisher nicht fertiggestellten US-amerikanischen Independentfilm geschrieben hatte, produzierte die Band ein Musikvideo. Es enthält Szenen aus dem Trailer des Films. Kurz nach der Veröffentlichung des Debütalbums ging die Band mit Volbeat auf Europatournee. Es folgten weitere Konzerte im Vorprogramm von Black Label Society und Alter Bridge.

### II: Better in BlackundIII: Cut Loose

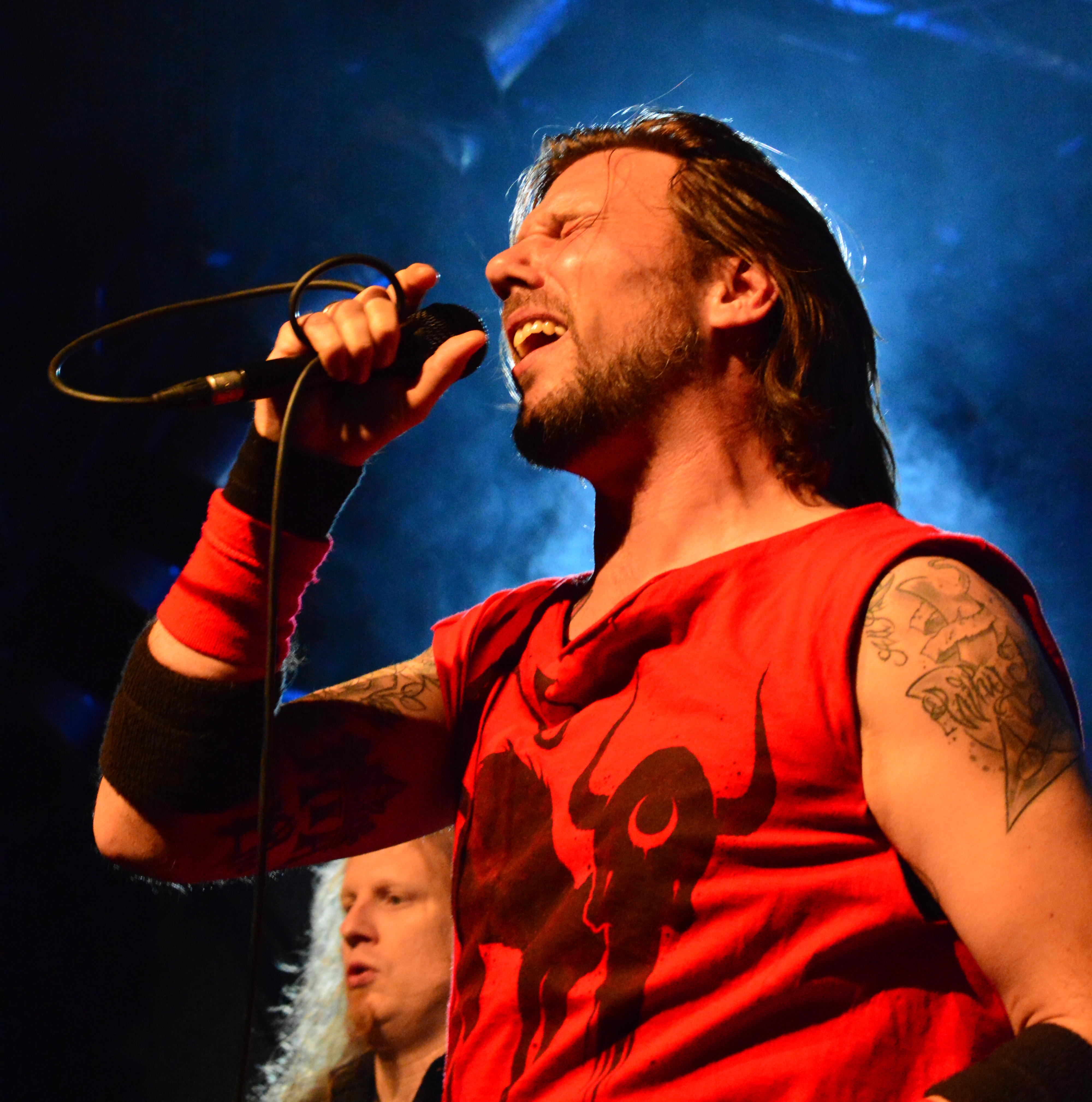
Sänger Markus Hammer

Im Sommer 2010 spielten The New Black zunächst u. a. bei den Festivals Rock am Ring und Wacken Open Air, dann am 20. Juni vor 65.000 Zuschauern in Dresden im Vorprogramm von AC/DC. Das zweite Studioalbum II: Better in Black erschien im Januar 2011. Für das Lied „The King I Was“ drehte die Band ein Musikvideo. Ebenfalls 2011 steuerte die Band eine Coverversion des Metallica-Liedes Sad but True für einen Tribute-Sampler des deutschen Magazins Metal Hammer bei. 2012 folgte die erste Headlinertournee durch Deutschland mit den Vorgruppen Tieflader und Crossplane, bevor The New Black mit den Arbeiten für ihr drittes Studioalbum begannen.

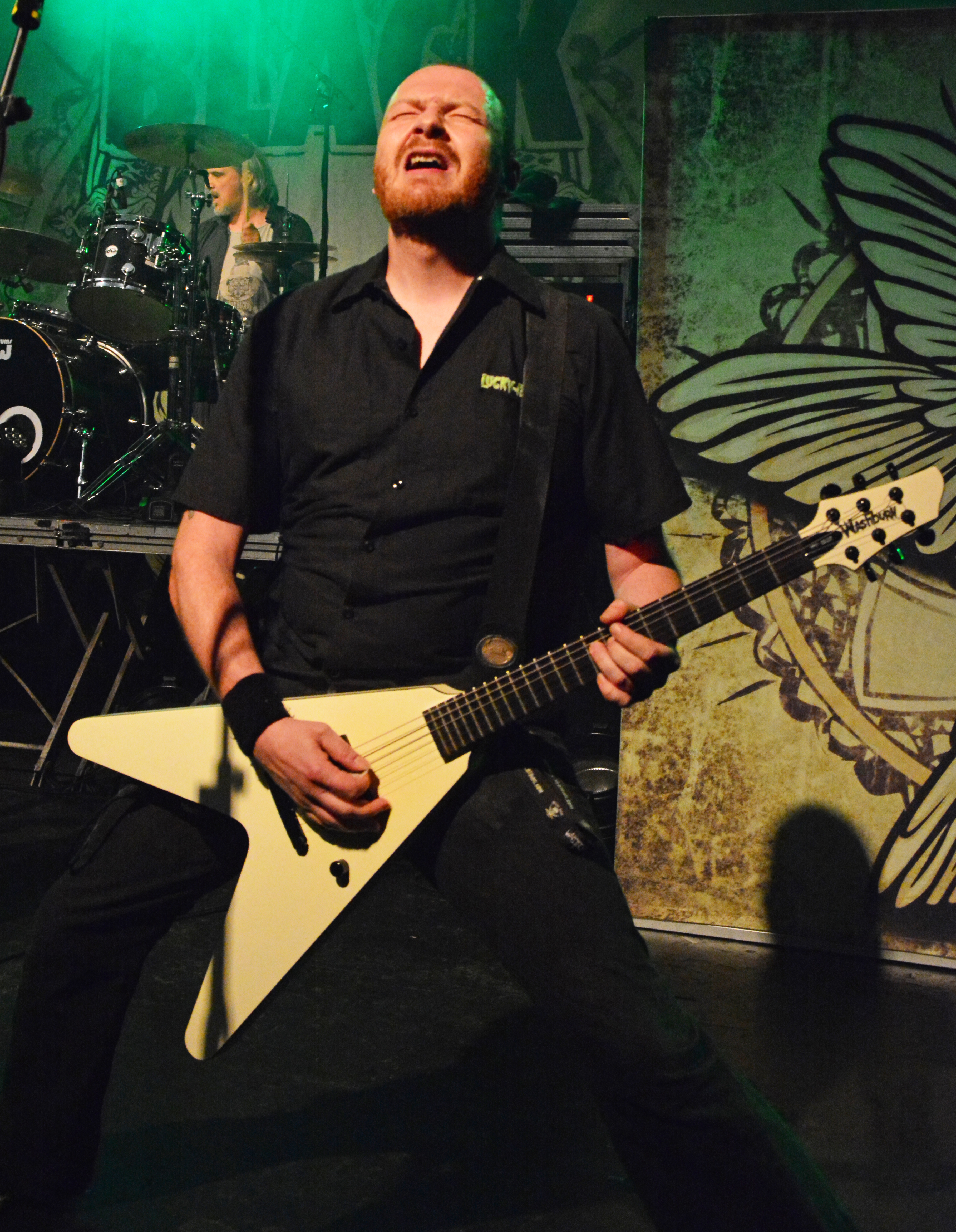
Fabian Schwarz, 2013

Für das Mischen und Mastern konnte die Band Jacob Hansen verpflichten, der zuvor unter anderem mit Volbeat gearbeitet hat. III: Cut Loose erschien im März 2013, im Anschluss begab sich die Band auf die Rock'n'Roll Overdose-Tour durch Deutschland. Für das Lied Sharkpool drehte die Band ein von der Augsburger Puppenkiste inspiriertes Musikvideo. Das Video erreichte die Heavy Rotation in den Burger-King-Schnellrestaurants. Anfang 2014 tourten The New Black zusammen mit Dark Age und spielten im Sommer beim Summer-Breeze-Festival.

### A Monster’s Life
Ein Jahr später begann die Band mit den Arbeiten an ihrem vierten Album, die vor einer Deutschlandtour im Vorprogramm von Black Label Society unterbrochen wurde. Für ihr viertes Album wollte die Band erneut mit Jacob Hansen zusammenarbeiten, wobei Hansen als Produzent fungieren sollte. Zur Finanzierung des Projekte starteten die Musiker eine Crowdfunding-Kampagne über die Plattform Pledge Music. Die Veröffentlichung des Albums A Monster’s Life erfolgte am 26. Februar 2016. Kurz danach verließ Schlagzeuger Chris Weiss die Band. Sein Nachfolger wurde Philipp Klinger, mit dem sich The New Black auf „A Monster’s Tour“ begaben. Im April des gleichen Jahres trat die Band zum ersten Mal in Frankreich auf. Im Sommer 2016 folgten Shows bei dem Festival Rock im Revier und im Vorprogramm von Sixx:A.M. in Hamburg.
Anlässlich ihres zehnjährigen Bandjubiläums spielten The New Black am 7. Januar 2017 ein spezielles Konzert in Schweinfurt. Als Vorgruppen traten Motorjesus und Serpent Smile auf.

## Diskografie
- 2009: The New Black
- 2011: II: Better in Black
- 2013: III: Cut Loose
- 2016: A Monster’s Life